# Івана Шоят
Івана Шоят (хорв. Ivana Šojat; народилася 26 лютого 1971, Осієк) — хорватська письменниця. Її найбільш відомою роботою є роман «Нижнє місто» (хорв. Unterstadt).

## Біографія
Івана Шоят закінчила середню школу в Осієку за спеціальністю журналістика, вивчала математику і фізику в Педагогічній академії в Осієку і французьку мову в Бельгії. Вона працювала перекладачем, іноземним кореспондентом, оглядачем, редактором театральних публікацій у Хорватському національному театрі в Осієку. У 2017 році Шоят змогла виграти праймеріз Хорватської демократичної співдружності (ХДС) і балотуватися на пост мера Осієк від цієї партії.
За свій внесок у хорватську літературу вона здобула ряд почесних нагород. Івана Шоят брала участь у Війні в Хорватії.